# Şehitkemal, Aliağa
Şehitkemal là một xã thuộc huyện Aliağa, tỉnh İzmir, Thổ Nhĩ Kỳ. Dân số thời điểm năm 2010 là 915 người.